# Crambe microcarpa
Crambe microcarpa là một loài thực vật có hoa trong họ Cải. Loài này được A.Santos mô tả khoa học đầu tiên năm 1983.